# Upplands runinskrifter 768
Upplands runinskrifter 768 är en vikingatida runsten av granit i Norrby, Grop-Norrby, Vårfrukyrka socken och Enköpings kommun. Runstenen är belägen i den sydvästra delen av ett gravfält. Den är 1,65 meter hög, 1,35 meter bred och 0,4 meter tjock. Runhöjden är 5,5-8,5 centimeter. Stenen är skadad men målningen är väl bibehållen.
U 768 är ristad av samme runristare som U 769, och mycket talar för att det är Erik som ristat dem bägge.

## Inskriften
Translitterering av runraden:
akuti + auk + osur + auk × biaurn × rastu × stain × (þ)[ina × afti](r) × nuka × trihk + kuþan ×
Normalisering till runsvenska:
Aguti ok Assurr ok Biorn ræistu stæin þenna æftiʀ Nokka, dræng goðan.
Översättning till nusvenska:
Agute och Assur och Björn reste denna sten efter Nocke, en god ung man.
"Nocke" är sannolikt samma person som omnämns i inskriften på den närbelägna runstenen U 1165.